# 白魚級潛艇
白魚級潛艇（Barbel class submarine）為美國海軍及英格斯造船廠（現屬諾斯洛普格魯曼集團）在1950年代所開發的常規動力潛艦，以青花魚級研究潛艇唯一的青花魚號（AGSS - 569）為設計基礎，所以，它算是世界上最早實際採用『淚滴型』船體的作戰潛艇，也是率先將航管指揮中心改配置在船體內，不同於過去的在指揮塔。

## 概覽
白魚級全船體採用3.81 cm 厚的HY-80高強化鋼材，讓船體的最小屈服強度在80,000磅/平方英吋（552牛頓/毫米²），一般的潛航深度在215米，容許的最大潛航深度達320米。該級潛艇服役於1958年至1990年。
美軍的使用經驗，認為在冷戰環境下使用淚滴型艦身設計獲取高速性能的白魚級潛艇設計非常成功，其構型在1950年代後期成為美國開發核動力潛艦的參考。1959年，美國同意將該級潛艦的設計資料轉讓給荷蘭與日本，荷蘭開發出劍魚級潛艦，日本則開發出渦潮級潛艇，而荷蘭向台灣出售的劍龍級潛艦的母版也是白魚級。
2001年4月25日（美國當地時間4月24日），小布什政府宣布向台灣出售8艘常規潛艇，但美國早已不生產常規潛艇，除了向歐洲尋求現成的柴電潛艦設計，2004年年中，中華民國政府提交三項軍購案备資准备購買8艘潛艇，美國政府曾有意採用白魚級的設計為基礎，配合新近的技術開發白魚級的21世紀版本，亦有稱美國向英國購買生產許可証的方式向台灣出售支持者級潛艇，最终因主導立法院的泛藍陣營反對中華民國海軍購買潛艦而未果。

## 同型艦
| 番號   | 艦名     | 服役           | 除役           |
| ------ | -------- | -------------- | -------------- |
| SS-580 | 白魚號   | 1959年1月17日  | 1989年12月4日  |
| SS-581 | 藍背魚號 | 1959年10月15日 | 1990年10月30日 |
| SS-582 | 北梭魚號 | 1959年7月9日   | 1988年9月28日  |

## 圖片

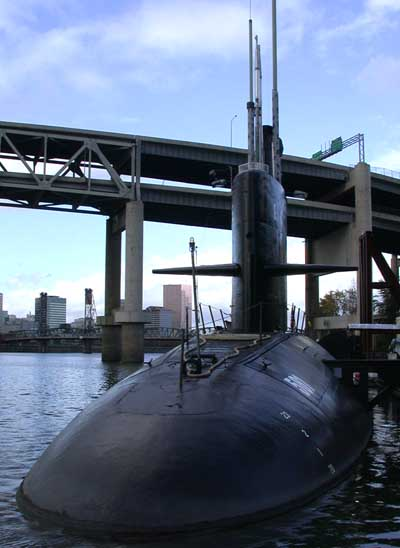
在美國波特蘭的藍背魚號（SS-581）。
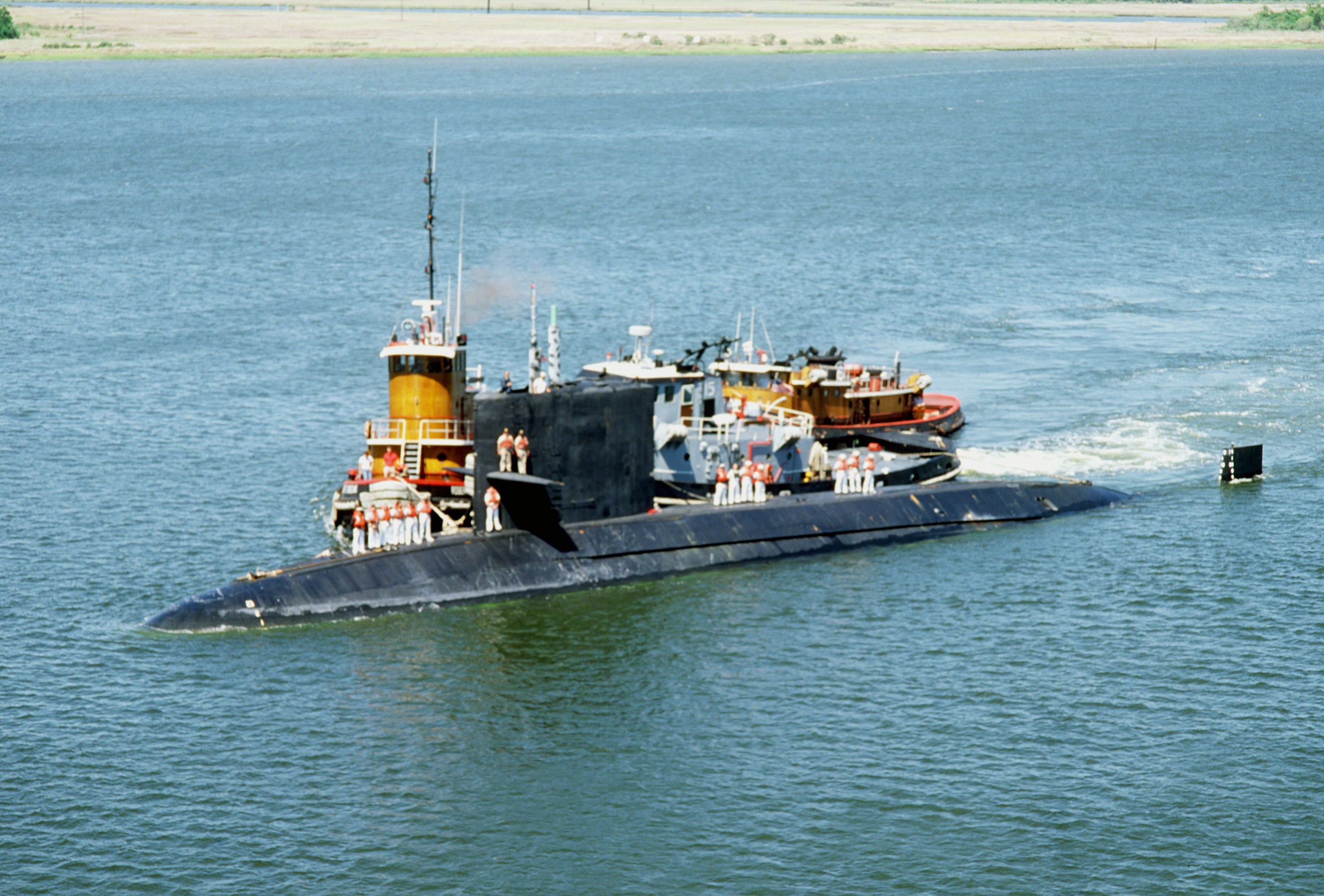
北梭魚號（SS-582）、1988年攝。
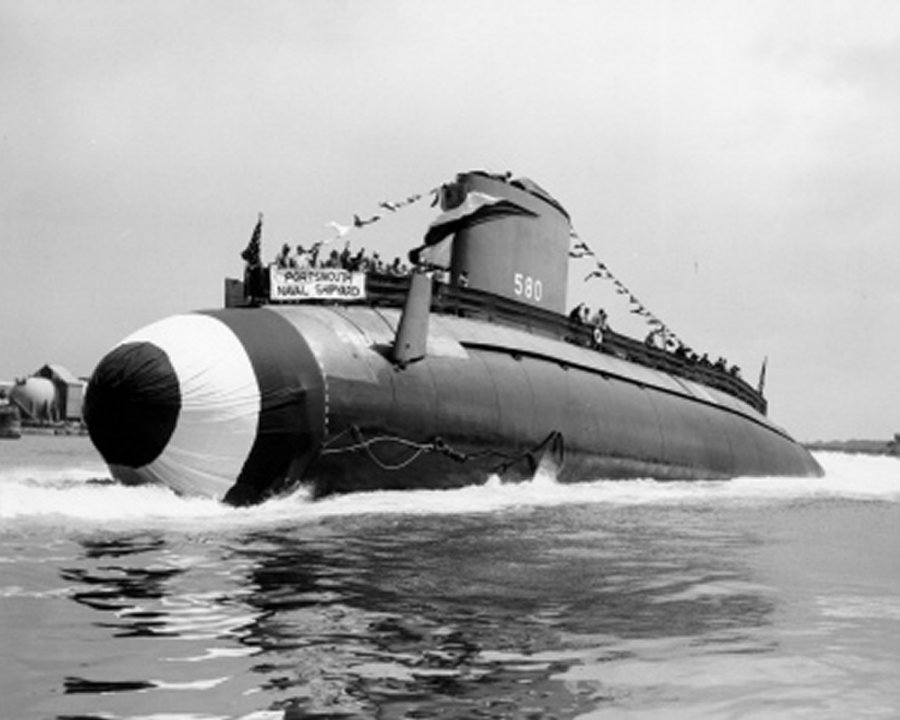
首艘白魚號（SS-580）的下水儀式
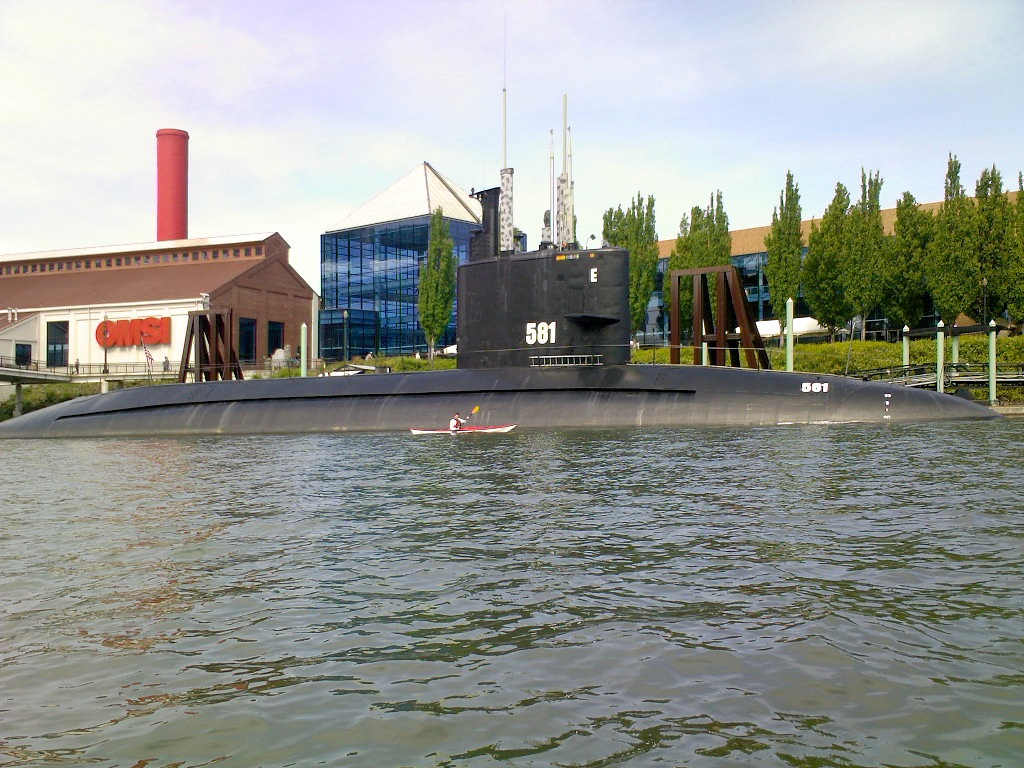
在OMSI史館的藍背魚號
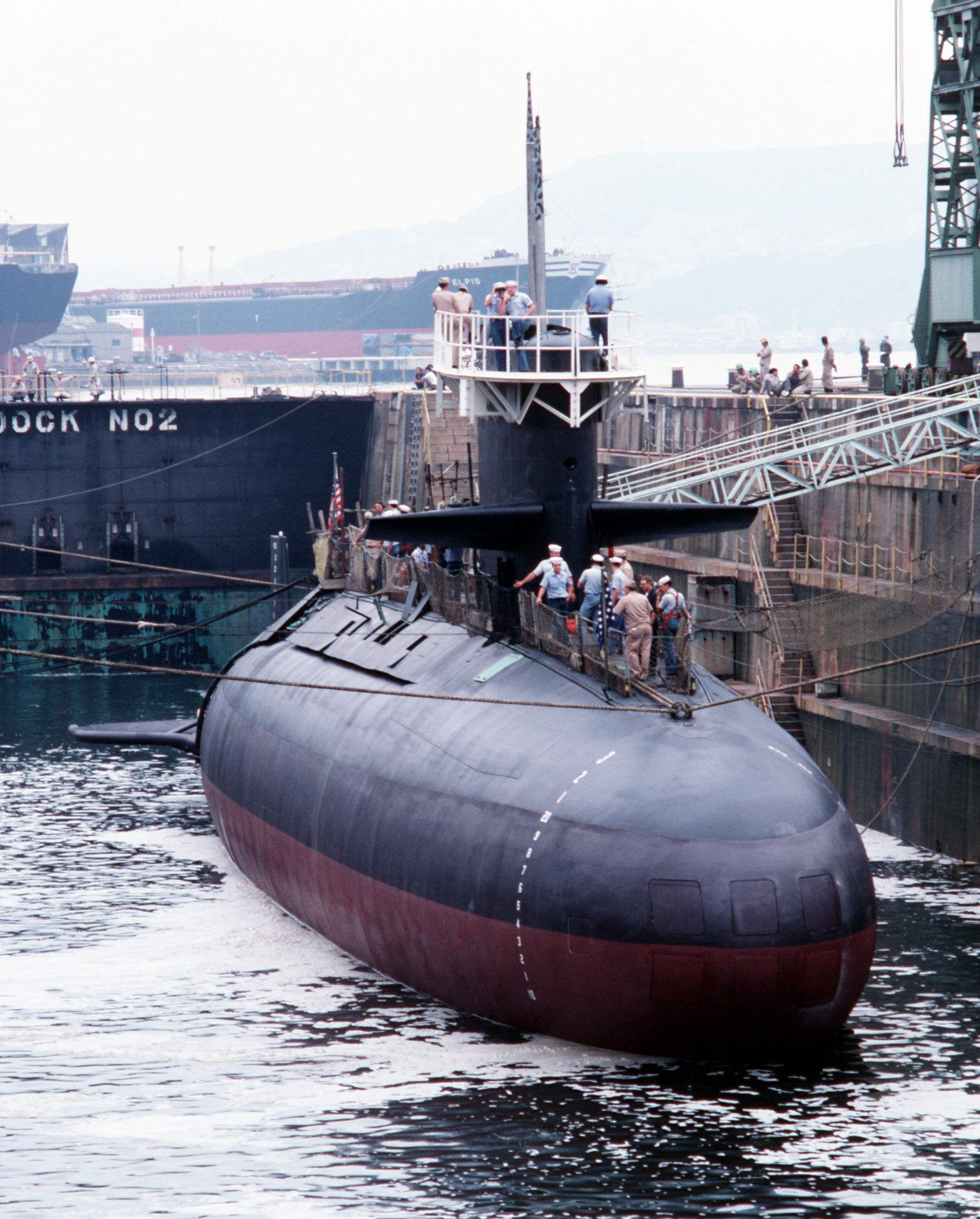
在船塢內的白魚號
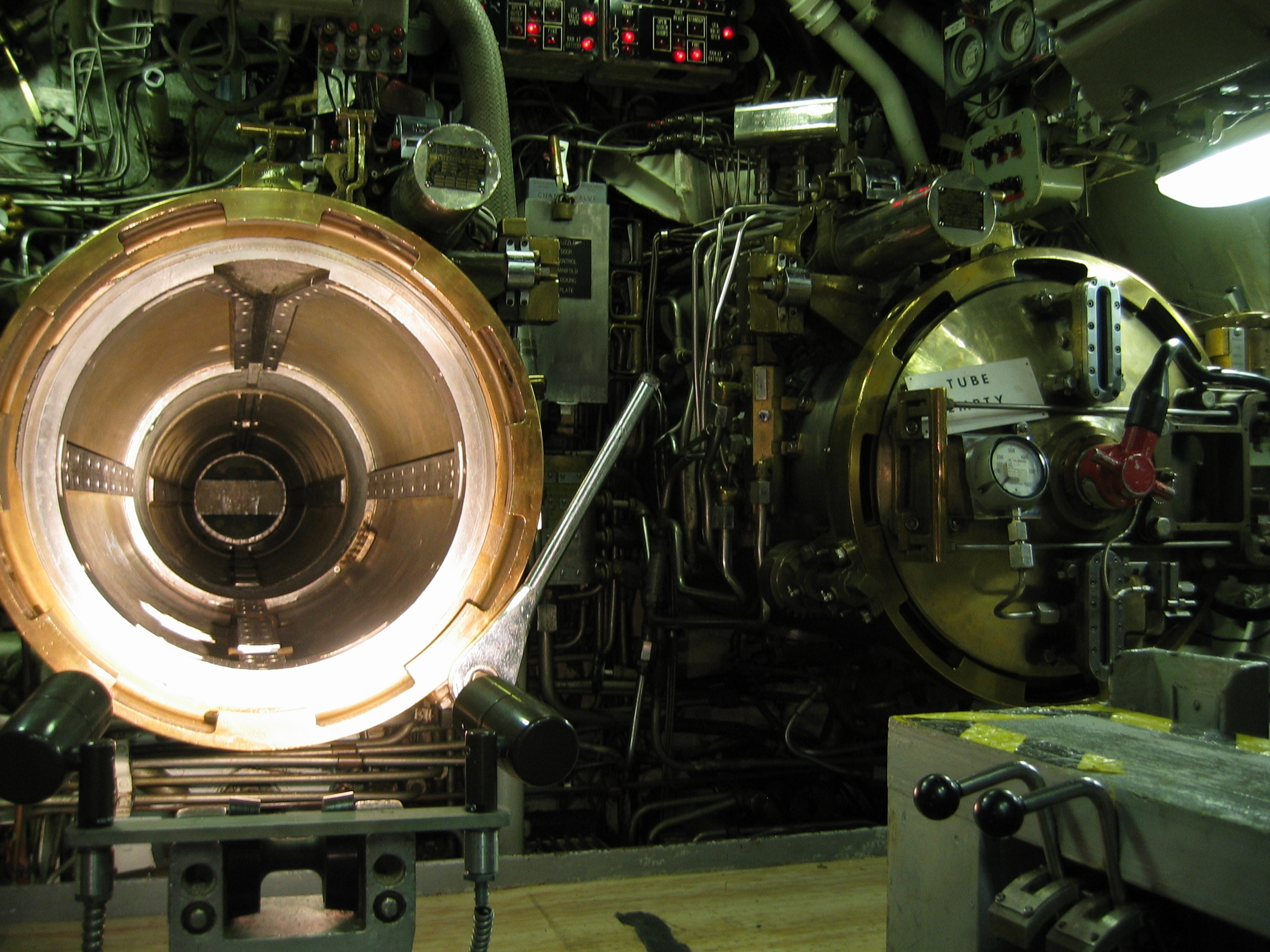
藍背魚號內部的兩具魚雷發射管
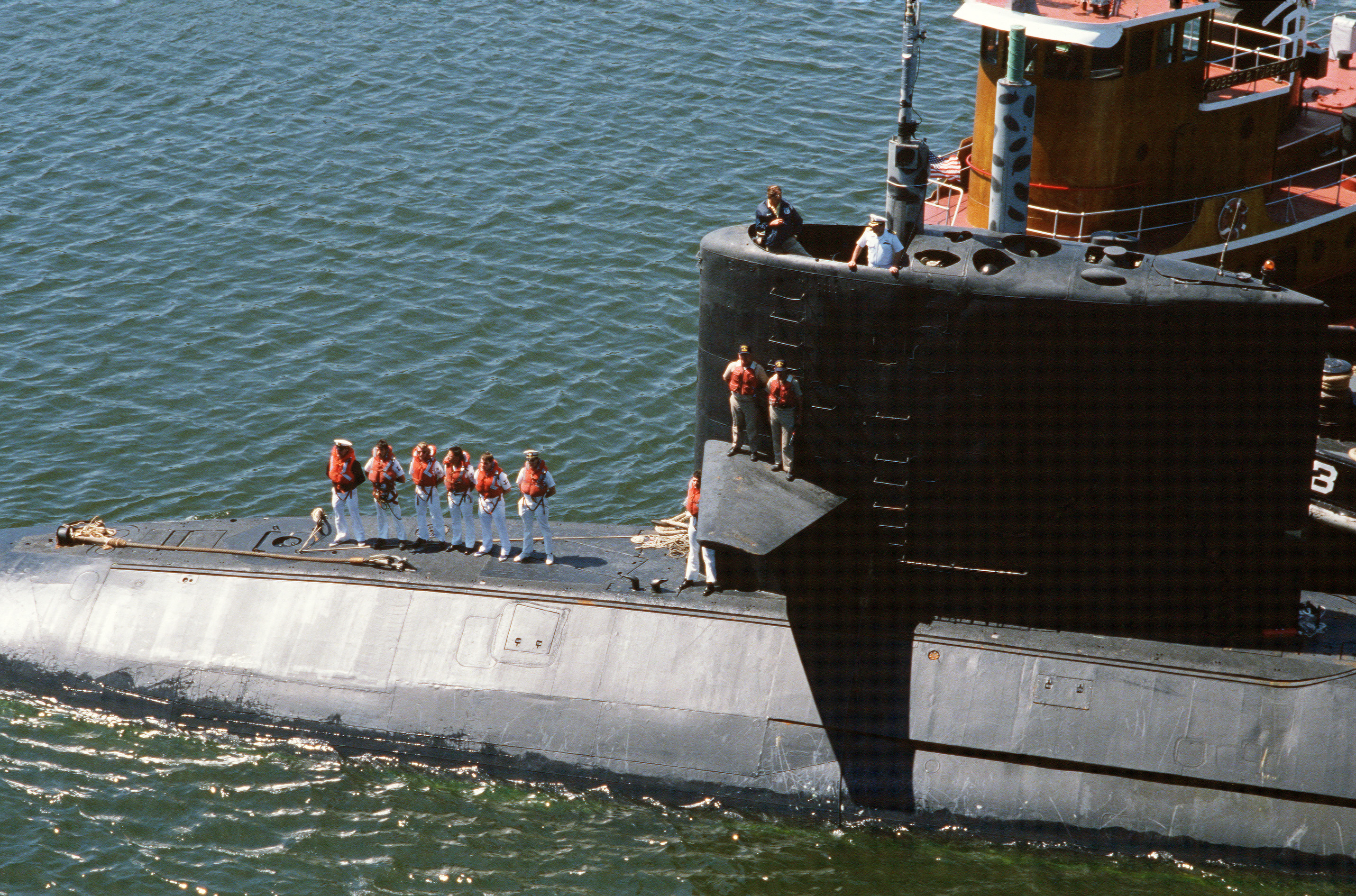
近距離的指揮塔
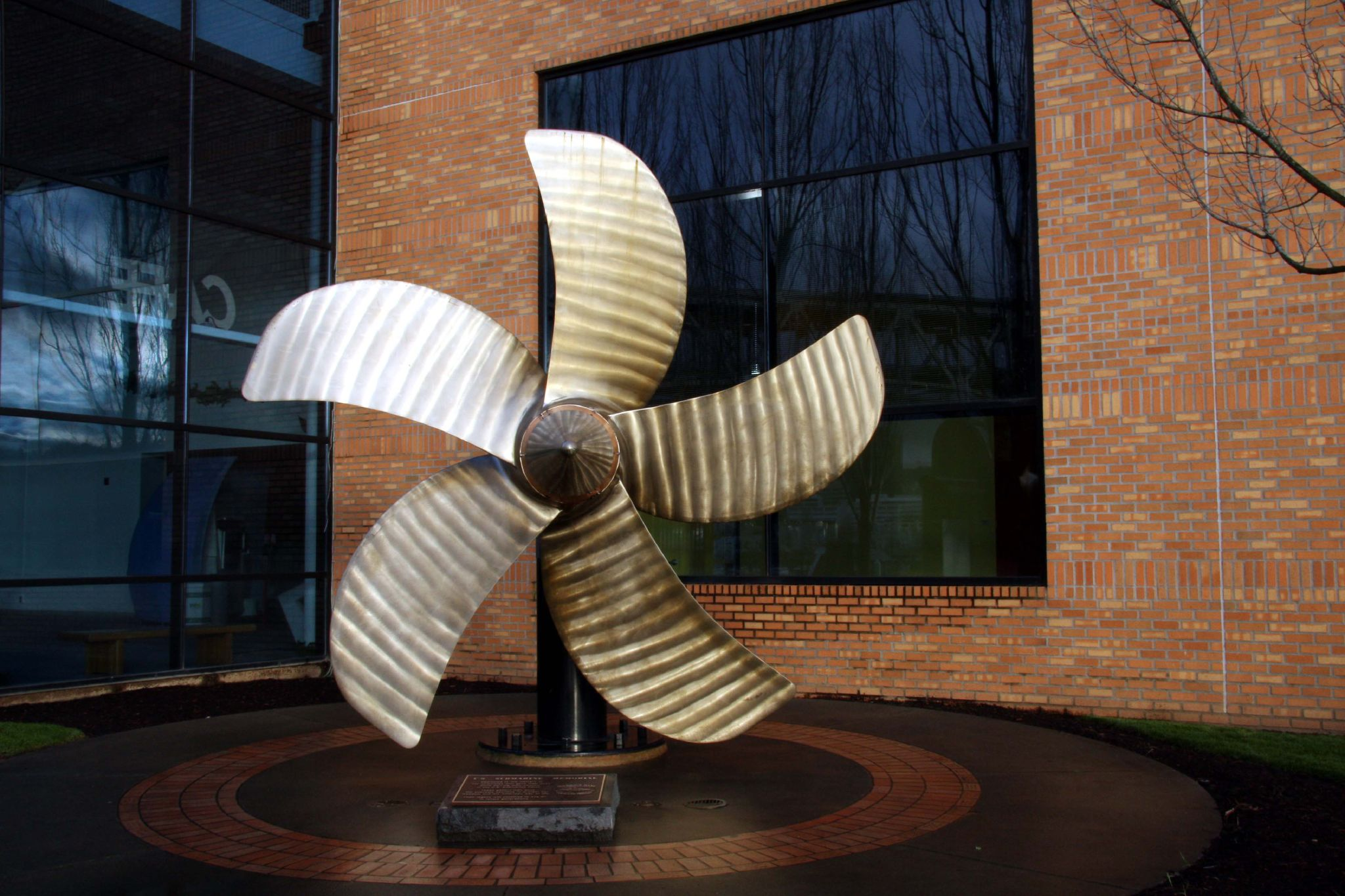
使用的五葉螺旋槳在OMSI史館陳列
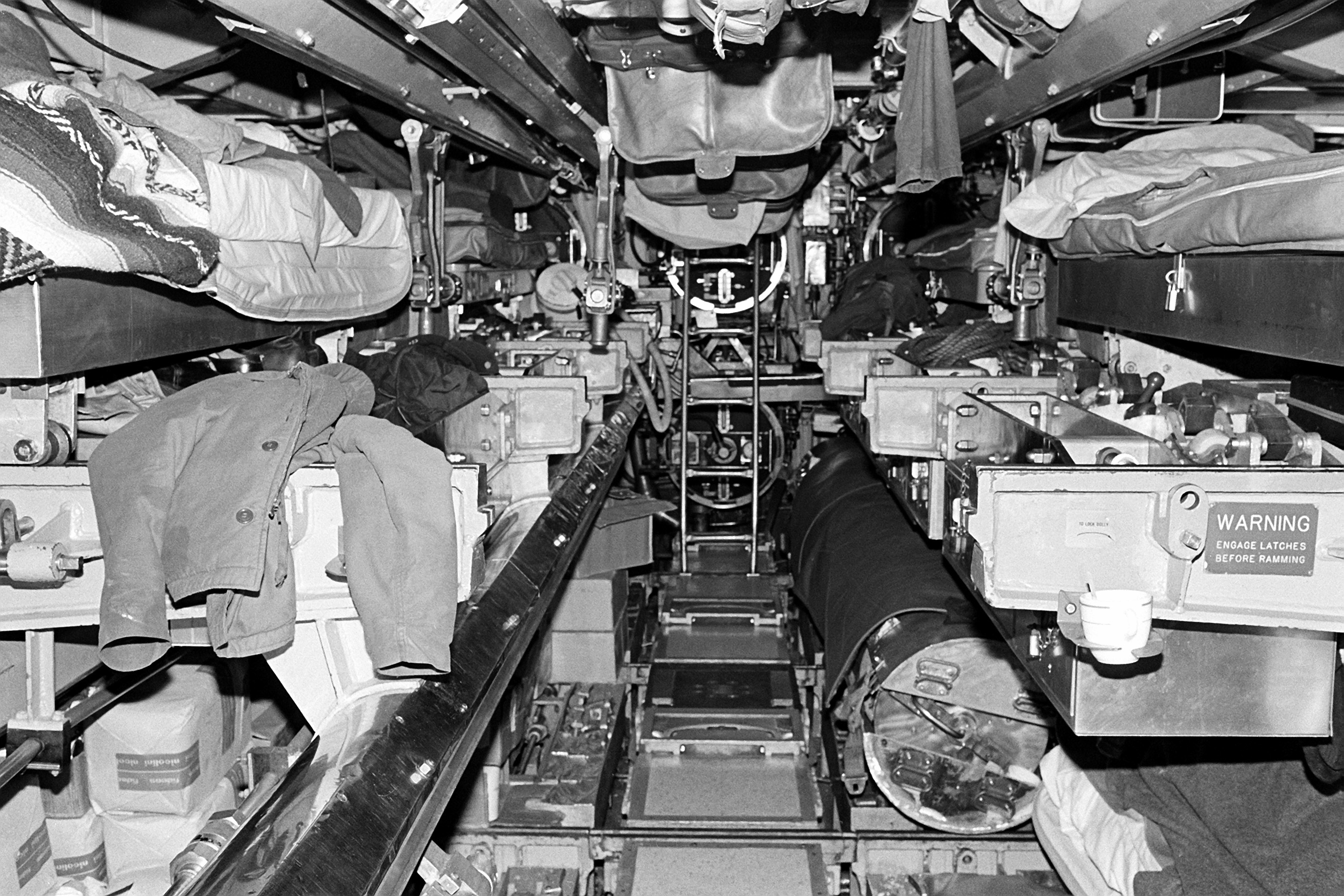
船艙內部的設計及概況

## 外部連結
- navsource:org: USS "白魚號" （页面存档备份，存于） (英文)
- HNSA 網頁: USS "藍背魚號" (英文)
- navsource.org: USS "北梭魚號" （页面存档备份，存于）(英文)
- 潛艇外型演進與設計能力提升,陳生平[永久]
- 第二次世界大戰的美國艦隊潛艇（上）--全球防衛誌 260 期